# کیک کره‌ای
کیک کره‌ (به انگلیسی: Butter cake) به کیک‌هایی گفته می‌شود که حاوی کره، مارگارین یا چربمایه (شورتنینگ) بوده و برای عامل ورآورنده به یک  مادهٔ شیمیایی نظیر بیکینگ پودر یا جوش شیرین نیاز داشته باشند. این نوع کیک‌ها دارای طعم، حجم و بافت خوبی هستند.
کیک کره‌ای سبک آمریکایی از کیک پوند انگلیسی منشأ گرفته و تکامل یافته‌است، پوند کیک، کیکی است که از مجموع ۱ پوند (۴۵۳ گرم) آرد، ۱ پوند شکر، ۱ پوند کره، و ۱ پوند  تخم مرغ تشکیل می‌شود.
نمونه‌های دیگرِ کیک‌های کره‌ای کیک قهوه، کیک چای و کیک میوه هستند. برخی از انواع کیک‌های کره‌ای از نظر طعم به اندازهٔ کافی غنی هستند و می‌توان آن‌ها را به تنهایی صرف کرد نظیر (کیک چای و کیک میوه) یا با خاک قند الک شده پوشانده می‌شوند. برخی دیگر از انواع لایه‌دار یا تخت کیک‌های کره‌ای در صورتی‌که با لایه‌ای از لیمو، آجیل، مربا و حتی بستنی به مصرف برسند طعم بسیار بهتری پیدا می‌کنند.

## روش‌های تهیه
- روش بهم زدن شکر و کره باهم در ابتدا:در این روش شکر و کره با یکدیگر زده می‌شوند تا در داخل کره هوا وارد شود. این روش خود به دو قسمت افزودن تخم مرغ کامل و افزودن تخم مرغ سفیده و زرده جدا تقسیم می‌شود. 
  - افزودن تخم مرغ کامل:در این روش شکر و کره با یکدیگر زده شده سپس کم کم تخم مرغ کامل  به آن افزوده شده بهم زده می‌شود. سپس آرد و عامل ورآورنده به همراه یکدیگر در مایه الک می‌شوند. در قالب ریخته شده و در حرارت ۱۷۰–۱۶۰ درجه در فر پخته می‌شود.
  - افزودن سفیده و زردهٔ جداشده: در این روش کره و نصف مقدار تعیین شده شکر با یکدیگر زده می‌شوند تا داخل کره هوا وارد شود سپس کم کم زرده تخم مرغ به آن افزوده شده بهم زده می‌شود. سفیده تخم مرغ با باقی‌مانده شکر زده شده تا به صورت مرنگ دربیاید. این دو مایه با یکدیگر به آرامی مخلوط شده و سپس آرد و عامل ورآورنده به همراه یکدیگر در مایه الک می‌شوند. پخت به مانند روش قبلی است.
- روش بهم زدن آرد و کره با هم در ابتدا:خود به دو قسمت تقسیم می‌شود. 
  - در نوع اول آرد و کره با یکدیگر زده می‌شوند تا در خمیر هوا وارد شود، شکر را اضافه کرده باز خمیر زده می‌شود در آخر تخم مرغ به مایه اضافه می‌شود. پخت به مانند روش اول است.
  - نوع دوم آرد و کره با یکدیگر زده می‌شوند تا در خمیر هوا وارد شود، سپس تخم مرغ و شکر که از قبل با یکدیگر زده شده‌اند، کم کم به مایه اول اضافه می‌شود. پخت به مانند روش اول است.
- روش مخلوط کردن تمام مواد: تمامی مواد با یکدیگر مخلوط شده و با بهم زدن، هوا داخل خمیر می‌شود.[۲]

## انواع

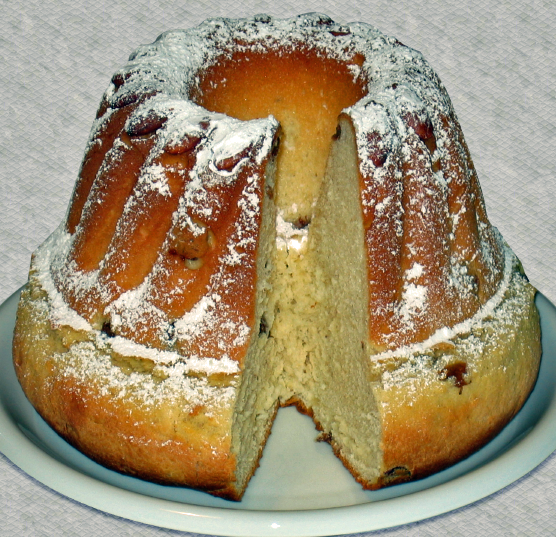
کیک گوگلوف

1. کیک پوند
2. کیک میوه
3. کیک کوگلوف
4. بام‌کوخن[۳]